# Talud

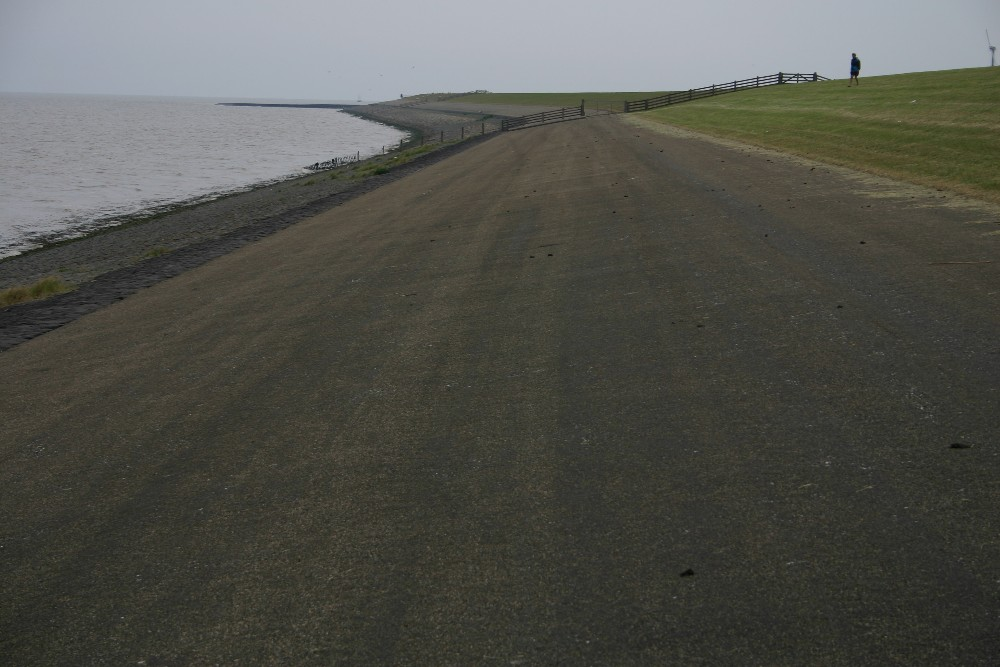
(Buiten)talud van de Waddenzeedijk te Friesland. De dijk is van onder naar boven voorzien van een verschillende bedekking, basalt, asfalt en gras

Het talud (van het Franse talus, helling), ook wel beloop, is het bouwkundig aangelegde schuine vlak langs een weg, spoor, watergang, dijk, naar een brug of tunnel waarmee een hoogteverschil wordt overwonnen tussen bouwwerk en maaiveld. Een talud kan een ophoging zijn of een ingraving.
De helling van een talud wordt weergegeven als de verhouding hoogte : aanleg (ofwel de tangens van de helling), waarbij voor de hoogte in Nederland meestal één wordt aangehouden. De hellingshoek is afhankelijk van de grondsoort of het bouwmateriaal, van bouwkundige- en veiligheidseisen en van de ruimte die ter beschikking staat. Iedere grondsoort heeft, afhankelijk van de cohesie en hoek van inwendige wrijving, een natuurlijk talud waarbij de grondsoort niet gaat schuiven. Bij zand is dit veelal 1 : 1 dus 45°, bij watergangen wordt meestal 1 : 1½ aangehouden. Bij spoorwegen of dijken worden, in verband met bouwkundige eisen, flauwere hellingen aangehouden, bijvoorbeeld 1 : 3. Door een flauwere en dus langere helling bij een zeedijk, breken hogere golven voordat ze daadwerkelijk de dijk bereiken en wordt het dijklichaam minder zwaar belast. De verhouding van de maximale golfhoogte gedeeld door de lokale diepgang is ongeveer 0,75. Bij de oprit naar een brug voor auto- of treinverkeer moet rekening worden gehouden met maximaal toegestane stijgingspercentages. Vaak wordt een talud bekleed met bijvoorbeeld gras of stortsteen, wat het afschuiven helpt tegengaan.
Bij aanleg van infrastructuur in bebouwde gebieden is vaak onvoldoende ruimte om een natuurlijk talud te realiseren, dan wordt met bouwkundige verstevigingen gewerkt, bijvoorbeeld wapening.

## Buiten- en binnentalud bij dijken in Nederland
Bij dijken wordt onderscheid gemaakt tussen het buitentalud en het binnentalud:
- Het buitentalud is bij een zeedijk de helling aan de kant van de dijk waar het water stroomt, de 'buitenkant' van de dijk.
- Het binnentalud is de helling van de binnenkant van de dijk.

Sommige diensten van de Nederlandse Rijkswaterstaat gebruiken een andere definitie van binnen- en buitentalud. Als de rivierbeheerders van Rijkswaterstaat het hebben over het binnentalud, duiden ze op de waterkant van een dijk en wanneer ze het hebben over het buitentalud, dan duiden ze op de droge kant van de dijk.
Bij een waterkerende dijk heeft het talud aan de waterzijde een waterkerende functie en aan de andere zijde een stabiliteitsfunctie, daardoor kunnen beide zijden van de dijk verschillen qua hellingshoek, materiaal en bewapening.
- Bibliothèque nationale de France: cb11978699s (data)
- Gemeinsame Normdatei: 4007521-7
- Library of Congress Control Number: sh85123461
- Nationale Bibliotheek van Israël: 987007548622205171